# Mario Sossi
Mario Sossi, né à Imperia (Ligurie) le 6 février 1932 et mort le 6 décembre 2019 à Gênes (Ligurie), est un juge et homme politique italien. 
Procureur dans le procès du « Groupe du 22 octobre (en) », il a été enlevé par les Brigades rouges à Gênes le 18 avril 1974 et libéré à Milan le 22 mai 1974 contre la remise en liberté provisoire de 8 membres d'un groupe d'extrême gauche. 